# Краковский, Николай Иванович
Николай Иванович Краковский (5 октября 1903, Рыбинск, Ярославская губерния — 11 июля 1976, Москва) — советский хирург, ангиолог.

## Биография
Николай Иванович Краковский родился в 1903 году в городе Рыбинске в семье штурмана дальнего плавания. В 5 лет пошёл в школу, в 15 — поступил на медицинский факультет Нижегородского университета.
В 20 лет начал врачебную деятельность в участковой амбулатории затона имени К. Маркса, где проработал два года врачом и заведующим, затем переведён в посёлок Василёво Горьковской области, где возглавил больницу затона имени Ульянова-Ленина и стал ведущим хирургом. Одновременно являлся экстерном в хирургической клинике Горьковского медицинского института.
Научной работал занялся только в 30 лет. Его учителями были известные хирурги П. Н. Михалкин, В. М. Дурмашкин, Д. П. Кузнецкий, а позднее сам А. В. Вишневский. Первая научная работа посвящена брюшнотифозному перитониту. Зачислен ассистентом на кафедру факультетской хирургии Горьковского мединститута. В 1937 году под руководством патоморфолога В. Г. Штефке защитил кандидатскую диссертацию по теме «Клиника и патологическая анатомия скелетных мышц. Патологические изменения скелетных мышц при туберкулёзе». Вероятно, первый добился создания экспериментальной модели мышечного туберкулёза у животных на основе феномена Шварцмана-Цекарелли.
В 1939 году призван на службу в действующую на Карельском перешейке армию в качестве ведущего хирурга. Позднее возглавлял экспериментальную хирургическую лабораторию Научно-исследовательского санитарного института Красной Армии. С первых дней Великой Отечественной войны в рядах действующих войск Волжского, Ленинградского, Карельского и 1-го Украинского фронтов, оперирует под руководством А. В. Вишневского, П. А. Куприянова, М. Н. Ахутина. В 1947 году защитил докторскую диссертацию, подготовленную большей частью ещё до войны, по теме «Кожные и кожно-мышечные раны, поражённые боевыми отравляющими веществами». Предложил оригинальный биологический способ определения токсичности поражённых раневых поверхностей с конкретными рекомендациями по их обработке. После войны разрабатывал методы хирургического лечения суставного туберкулёза.
После войны около тридцати лет работал в Институте хирургии имени А. В. Вишневского АМН СССР, недолго, в качестве научного сотрудника, затем возглавил хирургическое отделение. Одновременно с 1951 по 1966 год был главным хирургом Министерства здравоохранения РСФСР. Итогом деятельности в должности главного хирурга явились монографии, написанные в соавторстве с Ю. Я. Грицманом «Ошибки в хирургической практике и пути их предупреждения» и «Хирургические ошибки».
С 1954 года занимался сосудистой хирургией, в том числе разрабатывал методы ангиографии, разработал и создал оригинальный набор инструментов для выполнения исследований на сосудах. В 1966 году вместе с В. П. Шишкиным и П. Н. Мазаевым впервые в СССР осуществил аортографию при коарктации аорты через сонную артерию и тогда же сообщил о произведённой им спленопортографии. Итогом работы стала монография, написанная в соавторстве с П. Н. Мазаевым, «Ангиография в хирургии сосудов конечностей и шеи». Краковский первым в СССР разработал и внедрил в широкую практику методику изготовления артериальных гомотрансплантантов, изготовленных в вакууме при низких температурах. Дальнейшая его научная деятельность изложена в монографиях «Облитерирующие заболевания артерий конечностей», «Гемангиомы», «Врождённые артериовенозные свищи» и ряде статей в специализированных журналах.
Краковский является автором более 342 клинических, экспериментальных и научно-организационных работ и 6 монографий. Многие годы он являлся заместителем главного редактора журнала «Советская медицина».
Под его руководством подготовлено 25 докторов и 48 кандидатов наук.
За оригинальные разработки в ангиологии Краковский был удостоен Государственной премии СССР (1975), избран членом-корреспондентом Академии медицинских наук СССР. Награждён боевыми орденами Отечественной войны второй степени и Красной Звезды, трудовыми — два ордена «Знак Почёта», удостоен знака «Отличнику здравоохранения».
Умер 11 июля 1976 года.